# Cygnus X-1 (brano musicale)
Cygnus X-1 è una composizione del gruppo rock canadese dei Rush. È costituita da due canzoni: la prima Cygnus X-1 Book I: The Voyage è l'ultima traccia di A Farewell to Kings (1977) ed è lunga circa dieci minuti; la seconda Cygnus X-1 Book II: Hemispheres è la prima del successivo Hemispheres (1978) ed ha durata di circa diciotto minuti.
La dilogia è stata pubblicata come extended play in edizione limitata il 22 aprile 2017.

## Il testo
Il testo è del consueto paroliere del gruppo Neil Peart ed è in stile fantasy come molti altri loro testi di questo periodo.
Book I - The Voyage
Nella costellazione di Cygnus esiste un misterioso buco nero chiamato Cygnus X-1. Si tratta effettivamente del primo (probabile) buco nero mai identificato, nel 1964.
Il brano, dopo una lunga introduzione strumentale, presenta Cygnus X-1 come una misteriosa e invisibile forza nascosta dovuta ad una stella che non vuole morire. Nella stessa introduzione il testo però suggerisce anche la possibilità che il buco nero rappresenti in realtà un portale astrale, oltre il quale ci sarebbe qualcosa di più.
Immediatamente dopo inizia il racconto del viaggio di un astronauta che, sulla propria navicella Rocinante (evidente riferimento a Ronzinante), esplora il cosmo. La musica che sottolinea il viaggio è euforica e in tempo upbeat, ed elenca una serie di ipotetiche rotte astrali.
A breve il testo cita però l'attivazione di una sirena d'allarme che segnala la presenza di raggi X: il pilota si rende conto che la nave è ormai condannata ad essere risucchiata dal buco nero e la disperazione prende il sopravvento.
Inizia quindi una tragica attesa.
Un improvviso rumore (realizzato con unisoni di basso e batteria) interrompe l'attesa, il buco nero prende il controllo e la Rocinante comincia a precipitare a spirale verso il centro gravitazionale.
Il corpo dell'astronauta viene infine distrutto.
La canzone è l'ultima dell'album e termina con alcuni accordi chitarristici che cambiano nuovamente il mood del pezzo suggerendo pace e serenità.
Caratteristica peculiare della seconda parte del brano, dopo l'introduzione strumentale, è la stretta correlazione tra testo e arrangiamento musicale, che sottolinea l'evoluzione dello stato d'animo dell'astronauta: euforia, disperazione, nervosa attesa, terrore.
Terry Brown, produttore del brano, racconta delle difficoltà avute per creare l'atmosfera spaziale utilizzando delay loop, "utilizzando almeno otto tracce in loop su loro stesse con il controllo di feedback, livello, EQ e panning."
Book II - Hemispheres
1. Prelude
2. Apollo: Bringer of Wisdom
3. Dionysus: Bringer of Love
4. Armageddon: The Battle of Heart and Mind
5. Cygnus: Bringer of Balance
6. The Sphere

Il secondo libro viene pubblicato come brano introduttivo dell'album successivo, e presenta una storia apparentemente totalmente scollegata da quella del primo libro, facendo immaginare all'ascoltatore che in realtà il buco nero sia stato un portale verso un altro mondo, che si scoprirà essere mentale e non fisico. Alcuni punti dell'arrangiamento fanno esplicito riferimento ad alcuni del primo libro come legante.
L'esploratore viene catapultato nell'Olimpo dove assiste nella lotta tra Apollo (che rappresenta l'emisfero sinistro del cervello), dio della saggezza e del pensiero logico; e Dioniso (che rappresenta quello destro) dio delle emozioni e della sensibilità. Essi, a loro volta, mettono in lotta la popolazione dividendola in "pensatori" ed "emotivi". L'esploratore viene turbato dalla mancanza di equilibrio dalle due parti. I suoi turbamenti silenziosi sono ascoltati dai guerrieri ed essi, dopo aver riflettuto, decidono di non combattere più ma di unirsi insieme. Nel frattempo gli altri dei dell'Olimpo riconoscono l'avventuriero come un nuovo dio e lo chiamano Cygnus: il dio dell'equilibrio.

## Musicisti
- Geddy Lee: Basso elettrico, voce, tastiere.
- Alex Lifeson: chitarre.
- Neil Peart: batteria, percussioni.